# The Traveller (cuento de Ray Bradbury)
The Traveller (en español: la viajera) es un relato del escritor estadounidense Ray Bradbury publicado originalmente en Weird Tales en marzo de 1946 y luego reeditado en la antología Dark Carnival (1947). También fue incluido en El país de octubre (ed. 1961 y posteriores) y en The Stories of Ray Bradbury	(1980).

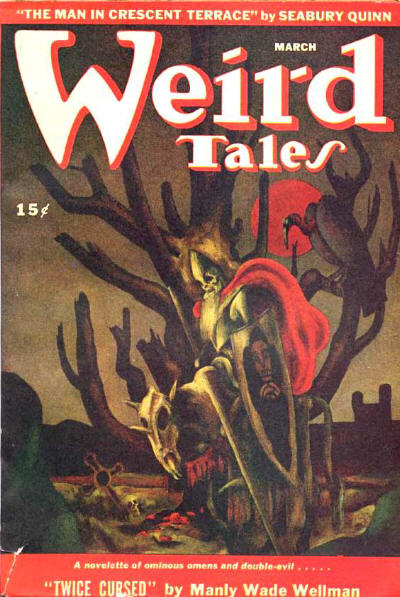
Portada de Weird Tales de marzo de 1946.

El personaje principal del cuento es Cecy, una brujita con un extraño poder (La bruja de abril). Pertenece a la serie "The Elliott Family", unos cuentos cortos centrados en una familia de monstruos, vampiros, brujas  y fantasmas llamados los Elliott, cuyas historias serán reunidas en la novela From the Dust Returned (De la ceniza volverás, 2001). 

## Argumento
El tío John llega a casa de los Elliott y sube hasta la habitación de Cecy, donde esta está dormida. John, a quien nadie de la familia aprecia, por sus antiguas traiciones, necesita de la ayuda de Cecy para que limpie su mente de ideas extrañas que llenan su cabeza. Además, amenaza a la familia con delatarlos a la autoridad si no le ayudan.